# Impatiophila
Impatiophila is een vliegengeslacht uit de familie van de fruitvliegen (Drosophilidae). De wetenschappelijke naam van het geslacht is voor het eerst geldig gepubliceerd in 2016 door Fu & Gao.

## Soorten
De volgende soorten zijn bij het geslacht ingdeeld:
- Impatiophila limbicostata (Okada, 1966)
  - =[1] Drosophila (Hirtodrosophila) limbicostata Okada, 1966[2]
- Impatiophila yapingi (Gao, 2011)
  - =[1] Hirtodrosophila yapingi Gao, 2011[3]
- Impatiophila parvula Fu & Gao, 2016[1]
- Impatiophila convergens Fu & Gao, 2016[1]
- Impatiophila eretmosternata Fu & Gao, 2016[1]
- Impatiophila tongmaiensis Fu & Gao, 2016[1]
- Impatiophila linzhiensis Fu & Gao, 2016[1]
- Impatiophila longifolia Fu & Gao, 2016[1]
- Impatiophila ptyonosternata Fu & Gao, 2016[1]
- Impatiophila tumidivalva Fu & Gao, 2016[1]
- Impatiophila xiaoi Fu & Gao, 2016[1]
- Impatiophila viasericaria Fu & Gao, 2016[1]
- Impatiophila rhombivalva Fu & Gao, 2016[1]
- Impatiophila aspidosternata Fu & Gao, 2016[1]
- Impatiophila hutiaoxiana Fu & Gao, 2016[1]
- Impatiophila medivittata Fu & Gao, 2016[1]
- Impatiophila taibaishanensis Fu & Gao, 2016[1]
- Impatiophila yangi Fu & Gao, 2016[1]
- Impatiophila forcipivalva Fu & Gao, 2016[1]
- Impatiophila trifurcatosternata Fu & Gao, 2016[1]
- Impatiophila latipennata Fu & Gao, 2016[1]
- Impatiophila bifasciata Fu & Gao, 2016[1]
- Impatiophila quadrangulata Fu & Gao, 2016[1]
- Impatiophila paralongifera (Gupta & Singh, 1981)
  - =[1] Drosophila paralongifera Gupta & Singh, 1981[4]
- Impatiophila ovilongata (Gupta & Singh, 1991)
  - =[1] Drosophila ovilongata Gupta & Gupta, 1991[5]
- Impatiophila sikkimensis (Gupta & Singh, 1991)
  - =[1] Drosophila sikkimensis Gupta & Gupta, 1991[5]
- Impatiophila actinia (Okada, 1991)
  - =[1] Drosophila (Hirtodrosophila) actinia Okada, 1991[6]
- Impatiophila pulla Fu & Gao, 2016[1]
- Impatiophila motuoensis Fu & Gao, 2016[1]
- Impatiophila epubescens Fu & Gao, 2016[1]
- Impatiophila curvivalva Fu & Gao, 2016[1]
- Impatiophila magnimaculata Fu & Gao, 2016[1]
- Impatiophila chiasmosternata Fu & Gao, 2016[1]
- Impatiophila furcatosternata Fu & Gao, 2016[1]
- Impatiophila acutivalva Fu & Gao, 2016[1]
- Impatiophila pipa Fu & Gao, 2016[1]
- Impatiophila truncivalva Fu & Gao, 2016[1]
- Impatiophila menghaiensis Fu & Gao, 2016[1]
- Impatiophila unicolorata Fu & Gao, 2016[1]
- Impatiophila oblongata Fu & Gao, 2016[1]
- Impatiophila pentamaculata Fu & Gao, 2016[1]
- Impatiophila menba Fu & Gao, 2016[1]
- Impatiophila securiformis Fu & Gao, 2016[1]
- Impatiophila bifurcata Fu & Gao, 2016[1]
- Impatiophila maoershanensis Fu & Gao, 2016[1]